# P/2015 TO19 (Lemmon-PANSTARRS)
P/2015 TO19 (Lemmon-PANSTARRS) — одна з короткоперіодичних комет сім'ї Юпітера. Ця комета була відкрита 12 жовтня 2015 року; вона мала 20.4m на час відкриття. Комета відкрита 12 вересня за допомогою 1,8 м телескопа системи Річі — Кретьєна + ПЗЗ, спостерігачі: B. Gibson, T. Goggia, N. Primak, A. Schultz, M. Willman. 03 жовтня відкрита за допомогою 1.5 м рефлектора + ПЗЗ при Mt. Lemmon Survey; спостерігачі: D. C. Fuls, R. A. Kowalski.